# 拉沙佩勒布朗什 (阿摩尔滨海省)
拉沙佩勒布朗什（法語：La Chapelle-Blanche，法語發音：[la ʃapɛl blɑ̃ʃ] ⓘ，意为“白色小圣堂”）是法国阿摩尔滨海省的一个市镇，位于该省东部，属于迪南区。

## 地理
拉沙佩勒布朗什（48°15'57"N, 2°8'41"W）面积7.92 平方千米，位于法国布列塔尼大區阿摩尔滨海省，该省份为法国西北部沿海省份，位于布列塔尼半岛北部，北濒大西洋英吉利海峡，西接菲尼斯泰尔省，南至莫尔比昂省，东临伊勒-维莱讷省。
与拉沙佩勒布朗什接壤的市镇（或旧市镇、城区）包括：科讷、吉泰、圣茹昂德利勒、梅德雷阿克、凯迪亚克。
拉沙佩勒布朗什的时区为UTC+01:00、UTC+02:00（夏令时）。

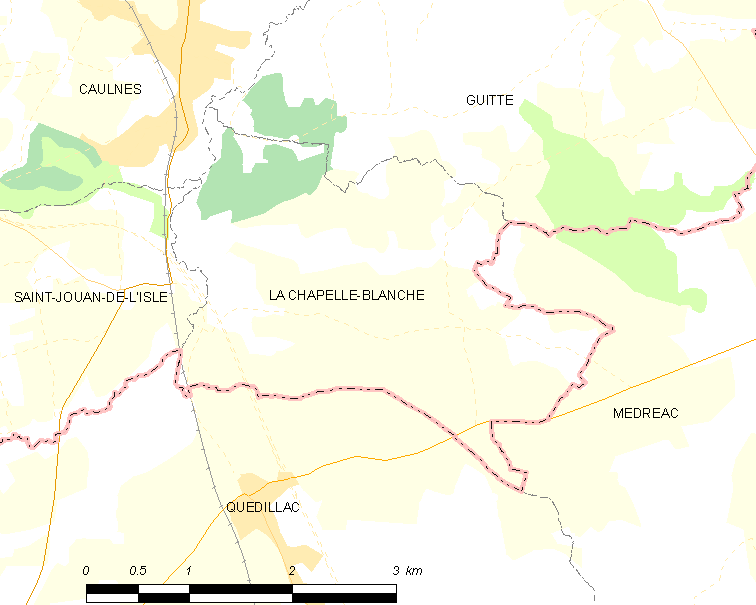
拉沙佩勒布朗什的OSM定位图

## 行政
拉沙佩勒布朗什的邮政编码为22350，INSEE市镇编码为22036。

## 政治
拉沙佩勒布朗什所属的省级选区为布龙县。

## 人口

1962-2008年间拉沙佩勒布朗什人口变化图示

拉沙佩勒布朗什于2022年1月1日时的人口数量为211人。